# Кубок Волинської області з футболу 2012—2013

## Учасники
У цьому розіграші Кубка взяли участь 13 команд:
| - «Волинь» U-19 (Луцьк) - «Дже Рост-ЗТК» (Баківці) - «Колос» (Ківерці) - «Ласка» (Боратин) - «Луцьксантехмонтаж-536» (Луцьк) - МФК «Ковель-Волинь» (Ковель) - «Надія» (Локачі) - «Прип'ять» (Любешів) - «Світязь» (Шацьк) - ФК «Мар'янівка» (Мар'янівка) - ФК «Піддубці» (Піддубці) - ФК «Рожище» (Рожище) - «Шахтар» (Нововолинськ) |

## 1/8 фіналу
Матчі 1/8 фіналу проходили 22 вересня і 23 вересня 2012 року.
| Команда 1     | Команда 2       | Рахунок |
| ------------- | --------------- | ------- |
| «Колос»       | ФК «Мар'янівка» | 3:4     |
| «Світязь»     | «Надія»         | 1:4     |
| «Прип'ять»    | ФК «Піддубці»   | +:-     |
| «Ласка»       | ФК «Рожище»     | 6:1     |
| «Волинь» U-19 | «Дже Рост-ЗТК»  | +:-     |

## Чвертьфінали
Матчі 1/4 фіналу проходили 20 жовтня і 21 жовтня 2012 року.
| Команда 1               | Команда 2           | Рахунок |
| ----------------------- | ------------------- | ------- |
| «Прип'ять»              | «Надія»             | 3:5     |
| «Луцьксантехмонтаж-536» | «Шахтар»            | 5:0     |
| «Ласка»                 | ФК «Мар'янівка»     | 8:2     |
| «Волинь» U-19           | МФК «Ковель-Волинь» | 2:5     |

## Півфінали
Матчі 1/2 фіналу проходили 9 травня 2013 року.
| Команда 1 | Команда 2               | Рахунок |
| --------- | ----------------------- | ------- |
| «Ласка»   | МФК «Ковель-Волинь»     | 2:1     |
| «Надія»   | «Луцьксантехмонтаж-536» | 1:5     |

## Фінал
| 23 червня 2013 |

| «Луцьксантехмонтаж-536»                                             | 3:2 | «Ласка»                                   |
| ------------------------------------------------------------------- | --- | ----------------------------------------- |
| Кримнюк Юрій 26' (аг) Главацький Андрій 30' Матюк Сергій 54' (пен.) |     | Марковець Олександр 8' Єфремов Леонід 10' |

| Маяки, стадіон «ЛСТМ» Арбітр: Володимир Журибіда (Луцьк) |

| Володар Кубка Волинської області 2012/13               |
| ------------------------------------------------------ |
| «Луцьксантехмонтаж-536» (Луцьк) Третя перемога в Кубку |

## Підсумкова таблиця
| Етап       | Команда                         | I | В | Н | П | РМ   | О |
| ---------- | ------------------------------- | - | - | - | - | ---- | - |
| Володар    | «Луцьксантехмонтаж-536» (Луцьк) | 3 | 3 | 0 | 0 | 13−3 | 6 |
| Фіналіст   | «Ласка» (Боратин)               | 4 | 3 | 0 | 1 | 18−7 | 6 |
| Півфінал   | «Надія» (Локачі)                | 3 | 2 | 0 | 1 | 10−9 | 4 |
| Півфінал   | МФК «Ковель-Волинь» (Ковель)    | 2 | 1 | 0 | 1 | 6−3  | 2 |
| 1/4 фіналу | «Прип'ять» (Любешів)            | 2 | 1 | 0 | 1 | 3−5  | 2 |
| 1/4 фіналу | «Волинь» U-19 (Луцьк)           | 2 | 1 | 0 | 1 | 2−5  | 2 |
| 1/4 фіналу | ФК «Мар'янівка» (Мар'янівка)    | 2 | 1 | 0 | 1 | 6−11 | 2 |
| 1/4 фіналу | «Шахтар» (Нововолинськ)         | 1 | 0 | 0 | 1 | 0−5  | 0 |
| 1/8 фіналу | «Колос» (Ківерці)               | 1 | 0 | 0 | 1 | 3−4  | 0 |
| 1/8 фіналу | «Світязь» (Шацьк)               | 1 | 0 | 0 | 1 | 1−4  | 0 |
| 1/8 фіналу | ФК «Рожище» (Рожище)            | 1 | 0 | 0 | 1 | 1−6  | 0 |
| 1/8 фіналу | «Дже Рост-ЗТК» (Баківці)        | 1 | 0 | 0 | 1 | 0−0  | 0 |
| 1/8 фіналу | ФК «Піддубці» (Піддубці)        | 1 | 0 | 0 | 1 | 0−0  | 0 |